# Tibellus paraguensis
Tibellus paraguensis es una especie de araña cangrejo del género Tibellus, familia Philodromidae. Fue descrita científicamente por Simon en 1897.

## Distribución
Esta especie se encuentra en Paraguay, Bolivia y Argentina.